# Рамбам (медичний комплекс)
32°50′00″ пн. ш. 34°59′09″ сх. д. / 32.8333837° пн. ш. 34.9858396° сх. д.
Медичний центр «Рамбам» (івр. רמב"ם - הקריה הרפואית לבריאות האדם) — ізраїльський державний медичний комплекс, розташований в районі Бат-Галім міста Хайфа.
Медичний центр «Рамбам» є найбільшим багатопрофільним лікувально-діагностичним та реабілітаційним центром північного регіону Ізраїлю. Медичний заклад названо на честь видатного єврейського філософа, лікаря і вченого середньовіччя, Мойсей Маймонід , також відомого під ім'ям Рамбам.